# 岡部閏
岡部閏（おかべ うる、1991年 - ）は、日本の漫画家。
2011年からWeb漫画投稿サイト『新都社』に投稿していた『世界鬼』を拾い上げられる形で、翌年小学館の『裏サンデー』からプロデビュー。その不条理や陰惨さを感じさせる絵柄と作風で、ファンからの人気を博す。人の温もりや優しさを感じさせる描写から一転して悲劇的な展開を描くことも多く、またその逆もある二転三転する作風。『世界鬼』や『グッド・ナイト・ワールド』では過酷な環境に置かれた家族の絆の強さなども重要なテーマとして描いている。

## 来歴
- 2011年5月Web漫画投稿サイト『新都社』にて旧『世界鬼』を連載。
- 2012年Web投稿版からのリメイク版『世界鬼』で『裏サンデー』にて小学館からデビュー。
- 2014年12月からは他の『裏サンデー』作品と同様に、小学館のコミックアプリ『MangaONE』（マンガワン）での並行掲載を開始。
- 2015年6月『世界鬼』が完結（全11巻）。
- 2016年から『裏サンデー』、『マンガワン』にて『グッド・ナイト・ワールド』を連載開始。
- 2017年『グッド・ナイト・ワールド』が完結（全5巻）。
- 2018年から『裏サンデー』、『マンガワン』にて『夜人』を連載。
- 2018年12月25日から治療のため休載。
- 2023年8月1日に『裏サンデー』、『マンガワン』へ復帰し『グッドナイト・ワールドエンド』を連載開始。

## 作品リスト

### 連載
- 世界鬼（『裏サンデー』2012年 - 2015年）
- グッド・ナイト・ワールド（『裏サンデー』『マンガワン』2015年 - 2017年）
- 夜人（『マンガワン』『裏サンデー』2018年5月12日 - ）
- グッドナイト・ワールドエンド（『マンガワン』2023年 - 2024年） - 『グッド・ナイト・ワールド』の前日譚。

### 読み切り
- 灯台女（『裏サンデー』2013年2月[2]）
- 愛玩犬（『裏サンデー』2013年3月18日[2]） - 『世界鬼』2巻発売記念作品[2]。

### 書籍
- 『世界鬼』小学館〈裏少年サンデーコミックス〉2012年[3] - 2015年、全11巻
- 『グッド・ナイト・ワールド』小学館〈裏少年サンデーコミックス〉2016年[4] - 2017年、全5巻
- 『夜人』小学館〈裏少年サンデーコミックス〉、既刊2巻
  1. 2018年8月17日発売[5]、ISBN 978-4-09-128110-4
  2. 2018年12月12日発売、ISBN 978-4-09-128726-7
- 『グッドナイト・ワールドエンド』小学館〈裏少年サンデーコミックス〉2023年 - 2024年、全3巻